# Cuerpo humano
El cuerpo humano es la estructura física y material del ser humano. Está formado por gran cantidad de células que trabajan juntas para realizar diferentes funciones necesarias para mantener la vida. Las células se agrupan para formar tejidos y órganos. Un conjunto de órganos que contribuyen a la misma función forman los aparatos y sistemas como el aparato digestivo y el sistema nervioso. Diferentes ciencias estudian el cuerpo humano, entre ellas la anatomía que describe la forma de las diferentes estructuras y la fisiología que estudia la función y los mecanismos que la hacen posible.

## Partes del cuerpo humano

Cavidades del cuerpo humano.

El cuerpo humano se conforma en tres partes: cabeza, tronco y extremidades. El cuello sirve de unión entre la cabeza y el tronco.
- Cabeza: está formada por el cráneo y la cara, contiene los órganos de los sentidos, entre ellos el ojo y el oído. Dentro del cráneo se encuentra el encéfalo.
- Extremidades. Son cuatro, dos  inferiores y dos superiores. La extremidad superior se divide en brazo, antebrazo y mano. La extremidad inferior se divide en muslo, pierna y pie.

### Cavidades
En el cuerpo humano existen diferentes cavidades en cuyo interior se encuentran distribuidos los órganos. Las principales cavidades son:
- Cavidad dorsal. Se divide en cavidad craneal y cavidad vertebral.
  - Cavidad craneal. En su interior se encuentra el encéfalo.
  - Cavidad vertebral. Se encuentra situada en la columna vertebral y contiene la médula espinal.
- Cavidad torácica. Se encuentra en el tronco y contiene los pulmones y el corazón.
- Cavidad abdominal. Se encuentra en el tronco, debajo de la cavidad torácica de la que está separada por el diafragma. Contiene el estómago, intestino delgado, intestino grueso, hígado, páncreas, bazo y riñones.
- Cavidad pélvica. Está situada debajo de la cavidad abdominal. Contiene la vejiga urinaria y varios órganos del aparato reproductor, entre ellos el útero y los ovarios.

## Niveles de organización

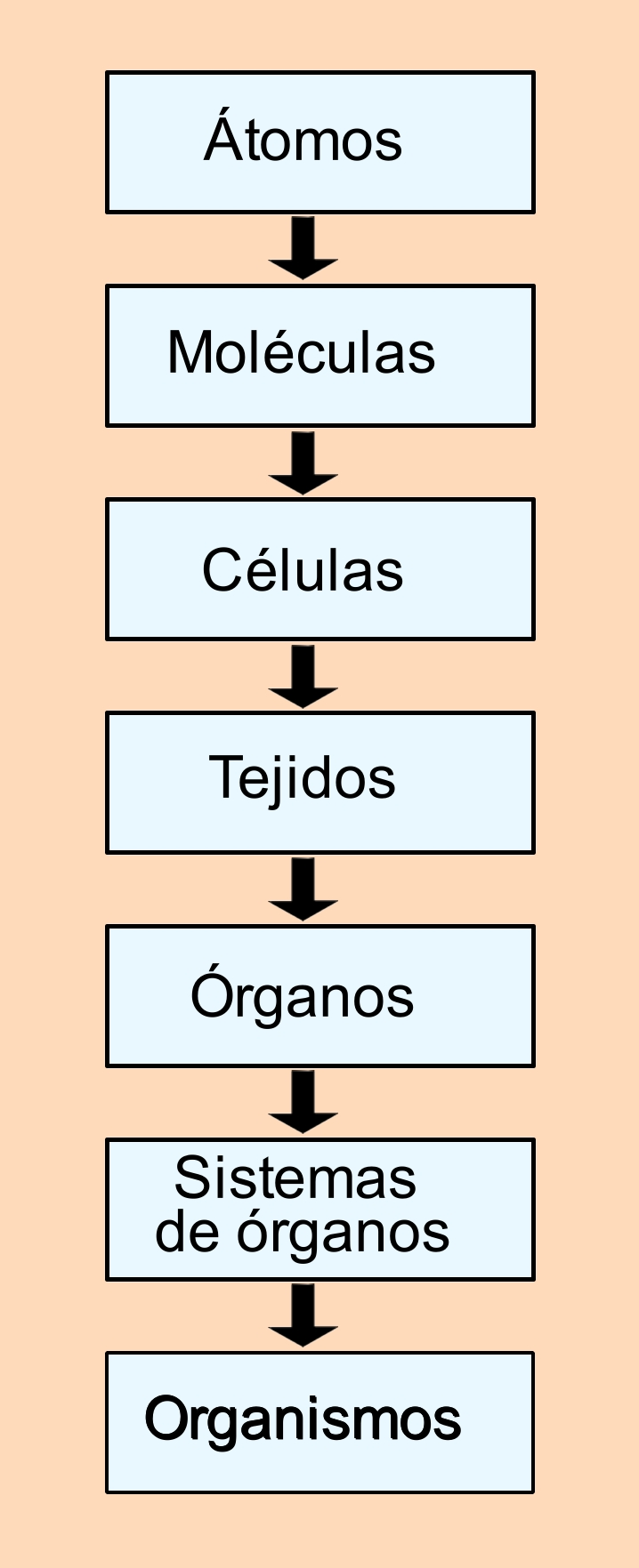
Organización del cuerpo humano en niveles.

El cuerpo humano tiene diferentes niveles estructurales de complejidad creciente. Está compuesto de aparatos y sistemas, que a su vez están formados por órganos. Los órganos están conformados por tejidos, que están formados por células. Las células están formadas por moléculas que están compuestas por átomos.
- Nivel atómico y molecular. Los principales elementos químicos que lo forman son: carbono, hidrógeno, oxígeno, nitrógeno, azufre y fósforo.
- Nivel celular: El cuerpo humano de un adulto medio contiene alrededor de 38 billones de células (38 x 1012), el 70 % del total corresponde a los glóbulos rojos o hematíes de la sangre.[4]
- Nivel tisular. Formado por los diferentes tejidos. Los tejidos son conjuntos de células que se agrupan para realizar determinada función, por ejemplo el tejido óseo que forma los huesos.
- Nivel de órganos. Los órganos son estructuras que tienen funciones específicas y están formados por varios tipos de tejidos diferentes. Cada órgano tiene una forma diferente adaptada a la función que realiza. Ejemplos de órganos son: corazón, pulmón, estómago, riñón, hígado, bazo, páncreas y glándula tiroides.
- Nivel de aparatos y sistemas. Diferentes órganos se agrupan entre sí y desarrollan funciones más complejas, dando lugar a los aparatos y sistemas que están formados por la suma de varios órganos. Algunos ejemplos son: aparato respiratorio, aparato digestivo, sistema urinario humano, aparato circulatorio y sistema nervioso.[5]
- Nivel cuerpo íntegro: masa corporal, volumen corporal, densidad corporal.

### Nivel atómico y molecular
Los cuatro elementos químicos principales que forman el cuerpo humano son: hidrógeno (H), oxígeno (O), carbono (C) y nitrógeno (N), los cuales representan el 96 % de la masa total. Existen otros ocho elementos que presentan una proporción muy inferior y en conjunto corresponden solamente al 3,6 % de la masa total: fósforo (P), potasio (K), azufre (S), sodio (Na), cloro (Cl),  hierro (Fe) y magnesio (Mg). Por último 14 elementos se encuentran en muy pequeña proporción, son los llamados oligoelementos y corresponden al 0,4 % restante: aluminio (Al), boro (B), cromo (Cr), cobalto (Co), cobre (Cu), flúor (F), yodo (I), manganeso (Mn), molibdeno (Mo), selenio (Se), silicio (Si), estaño (Sn), vanadio (V) y cinc (Zn).
Los átomos se unen entre sí para formar moléculas que pueden ser orgánicas o inorgánicas. Las moléculas orgánicas contienen átomos de carbono y pueden ser de tamaño muy grande. Las inorgánicas no contienen carbono y son más pequeñas que las orgánicas por lo general. Entre las inorgánicas las moléculas más abundantes son el agua que representa el 55 % del peso total del organismo y las sales minerales que pueden encontrarse disueltas como el cloruro de sodio y el cloruro de potasio, o en forma sólida, por ejemplo el fosfato cálcico que está depositado en los huesos. Las orgánicas pueden ser glúcidos, lípidos, proteínas o ácidos nucleicos.
|           | Elemento | Símbolo | Porcentaje masa | Porcentaje átomos |
| Oxígeno   | O        | 65.0    | 24.0            |                   |
| Carbono   | C        | 18.5    | 12.0            |                   |
| Hidrógeno | H        | 9.5     | 62.0            |                   |
| Nitrógeno | N        | 3.2     | 1.1             |                   |
| Calcio    | Ca       | 1.5     | 0.22            |                   |
| Fósforo   | P        | 1.0     | 0.22            |                   |
| Potasio   | K        | 0.4     | 0.03            |                   |
| Azufre    | S        | 0.3     | 0.038           |                   |
| Sodio     | Na       | 0.2     | 0.037           |                   |
| Cloro     | Cl       | 0.2     | 0.024           |                   |
| Magnesio  | Mg       | 0.1     | 0.015           |                   |
| Otros     |          | < 0.1   | < 0.3           |                   |

#### Agua
El agua  es la molécula más abundante del cuerpo humano y supone alrededor del 55 % del peso total de un adulto. Aproximadamente el 65 % de dicha agua se encuentra en el interior de las células y constituye el líquido intracelular, el resto se encuentra fuera de las células y es el líquido extracelular. El plasma sanguíneo, por ejemplo, es líquido extracelular. Es imprescindible para la existencia del ser humano, que no puede sobrevivir sin beber agua o líquidos que la contengan.

#### Ácidos nucleicos
Existen dos tipos de ácidos nucleicos : ADN (ácido desoxirribonucleico) y ARN (ácido ribonucleico). El ADN contiene las instrucciones genéticas usadas en el desarrollo y funcionamiento de todos los seres vivos, incluyendo la especie humana, se encuentra principalmente en el núcleo de la célula. Se llama genoma humano al conjunto de ADN que está presente en cada célula de un individuo, el cual se encuentra distribuido en 23 pares de cromosomas. Cada cromosoma tiene numerosos genes que codifican las proteínas que forman el organismo, recibe el nombre de locus la posición que ocupa cada gen dentro de un cromosoma.

#### Hidratos de carbono
Los hidratos de carbono o azúcares son un grupo de compuestos orgánicos cuya principal función en el organismo es actuar como fuente de energía. Una de las moléculas más importantes de este grupo es la glucosa que es absorbida a través del intestino y transportada por la sangre a todas las células para producir energía, indispensable para realizar las funciones celulares. La glucosa puede almacenarse en el hígado en forma de glucógeno, una sola molécula de glucógeno puede contener más de 120 000 monómeros de glucosa. Algunos hidratos de carbono tienen una función estructural y se utilizan para formar otras moléculas más complejas, por ejemplo la desoxirribosa es uno de los componentes del ADN.

#### Grasas
Las grasas del cuerpo humano pueden ser de varios tipos, las principales son: triglicéridos, fosfolípidos y colesterol. Los triglicéridos se almacenan en las células adiposas y constituyen la reserva energética del organismo, son uno de los componentes cuya proporción muestra mayor variabilidad entre los diferentes individuos, en sujetos delgados y bien entrenados representan alrededor del 10 % del peso corporal, mientras que en personas obesas pueden corresponder hasta al 50 % de la masa corporal total.

#### Proteínas
Son polímeros formados por unidades estructurales llamadas aminoácidos. El cuerpo humano contiene miles de proteínas diferentes que son componentes estructurales de las células. Además muchas enzimas y hormonas indispensables para el funcionamiento de organismo son proteínas.

### Nivel celular
La célula es la unidad fundamental de la que están formadas todos los seres vivos, el organismo humano es en realidad un conjunto de células rodeadas por un espacio extracelular. Todas las células humanas son células eucariotas y poseen diversos elementos, entre ellos la membrana celular, el citoplasma, orgánulos como el ribosoma y el núcleo protegido por una  envoltura nuclear que rodea al material genético formado por ADN. Existen alrededor de 38 billones de células en el cuerpo de un adulto medio, de las cuales una cuarta parte son glóbulos rojos.

#### Tipos de células

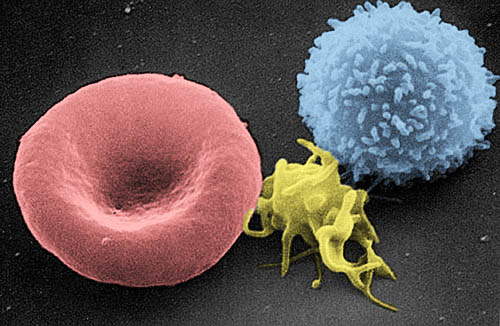
Imagen tomada mediante microscopio electrónico en la que se observan tres tipos de células, a la izquierda un hematíe, en el centro una plaqueta, a la derecha un linfocito T.

Existen diferentes tipos de células, cada uno de los cuales cumple una función determinada, entre ellas las siguientes:
- Hematíes.  Son células sanguíneas ricas en hemoglobina que transportan el oxígeno a los tejidos.
- Células plasmáticas. Pertenecen al sistema inmunitario y tienen la función de producir anticuerpos que defienden al organismo de agentes extraños.
- Adipocitos. Son células que sirven para el almacenamiento de grasas y forman el tejido adiposo.
- Queratinocito. Son las principales células que forman la piel.
- Neuronas. Son las principales células del sistema nervioso y se encuentran interconectadas entre sí.
- Miocitos. Son las células que forman los músculos.
- Osteocitos. Son las células más numerosas de los huesos.
- Neumocitos. Se encuentran en el pulmón y forman los alveolos pulmonares.
- Enterocitos. Son células epiteliales localizadas en el intestino que se encargan  de la absorción de las sustancias nutritivas.
- Espermatozoides. Son las células reproductoras masculinas.
- Óvulos. Son las células reproductoras femeninas.

### Nivel tisular
Las células no actúan de forma aislada, sino que se agrupan con otras similares para formar tejidos que son agrupaciones de células que cumplen la misma función.
Existen solo cuatro tejidos principales que son: tejido epitelial, tejido conjuntivo, tejido muscular y tejido nervioso. 
- Tejido epitelial. Forma la piel y la capa mucosa del tubo digestivo que tapiza la luz del esófago, estómago, intestino delgado e intestino grueso.
- Tejido conjuntivo. Se clasifica en dos variedades: el tejido conjuntivo propiamente dicho y el tejido conjuntivo especializado. Este último se subdivide en tejido óseo, tejido adiposo y tejido cartilaginoso.[15]
- Tejido muscular. Es el que forma los músculos, representa alrededor del 40% de la masa corporal total.
- Tejido nervioso. Forma el encéfalo, la médula espinal y los nervios periféricos.

### Nivel de órganos

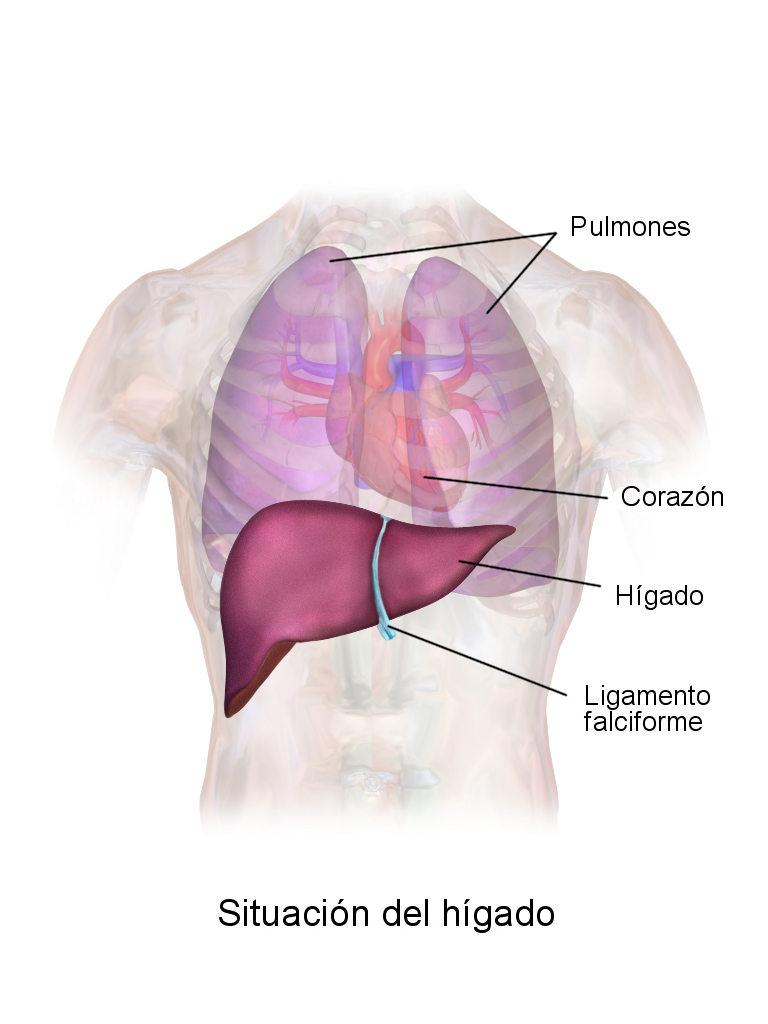

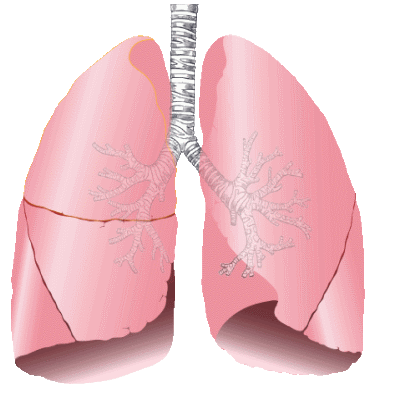
Pulmones.

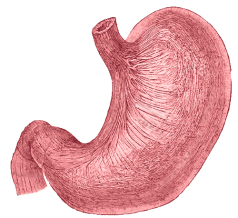
Estómago

Los órganos son estructuras formadas por dos o más tejidos que realizan una o varias funciones específicas en el organismo. Algunos de los órganos más importantes son los siguientes:
- Encéfalo. Es el mayor órgano del sistema nervioso central y se encuentra situado en el interior del cráneo.El encéfalo se divide en cerebro, cerebelo y bulbo raquídeo.
- Corazón. Su función es bombear la sangre para que se distribuya por todo el organismo a través de las arterias. En situación de reposo bombea unos cinco litros de sangre por minuto, es decir 7200 litros al día.[16]
- Pulmón. Hace posible el intercambio gaseoso, en el pulmón la sangre se desprende del dióxido de carbono y se carga de oxígeno.
- Riñón. Se encarga de la depuración de la sangre y expulsión de las sustancias de desecho a través de la orina.
- Hígado. Se encuentra situado en la porción superior derecha del abdomen. Realiza numerosas funciones, entre ellas la producción de la bilis y la síntesis de diferentes proteínas plasmáticas. La ausencia de hígado es incompatible con la vida.
- Páncreas. Es un órgano que se encuentra en el abdomen y pertenece al aparato digestivo y al sistema endocrino. Tiene una doble función, produce hormonas que van a la sangre, entre ellas la insulina, y secreta el jugo pancreático al intestino para facilitar el proceso de digestión.
- Estómago. El estómago tiene gran importancia en el proceso de digestión, segrega gran cantidad de ácido clorhídrico que actúa sobre los alimentos y desnaturaliza parcialmente las proteínas que contiene, también produce una sustancia denominada pepsina que divide las grandes cadenas de proteínas en fragmentos más pequeños.
- Intestino. Su función principal es absorber los nutrientes y el agua que se ingieren durante el proceso de alimentación. Se divide en dos partes: intestino delgado e intestino grueso.
- Ojo. Hace posible la visión, dispone de células especializadas fotosensibles que se llaman conos y bastones.
- Oído. Es un órgano sensorial responsable de la audición.
- Tiroides. Es una glándula endocrina que se encuentra situada en el cuello. Secreta tiroxina que regula el metabolismo corporal.
- Hipófisis. Es una pequeña glándula situada en la base del cráneo, junto al hipotálamo. A pesar de su pequeño tamaño es de gran importancia por secretar diferentes sustancias hormonales que afectan a todo el organismo.
- Glándula paratiroides. Son cuatro pequeñas glándulas situadas junto al tiroides. Producen la parathormona que regula el metabolismo del calcio.
- Glándula pineal. Situada en el centro del encéfalo, produce melatonina que regula el ciclo de vigilia-sueño
- Glándula suprarrenal. Son dos glándulas situadas sobre los riñones, producen diferentes sustancias, entre ellas adrenalina y glucocorticoides.
- Ovario. Forma parte del aparato reproductor femenino.
- Testículo. Forma parte del aparato reproductor masculino.
- Útero. Es un órgano hueco situado en la pelvis de la mujer, es donde se desarrolla el embrión hasta el momento del parto.
- Vejiga urinaria. Almacena la orina antes de su expulsión.

### Nivel de aparatos y sistemas

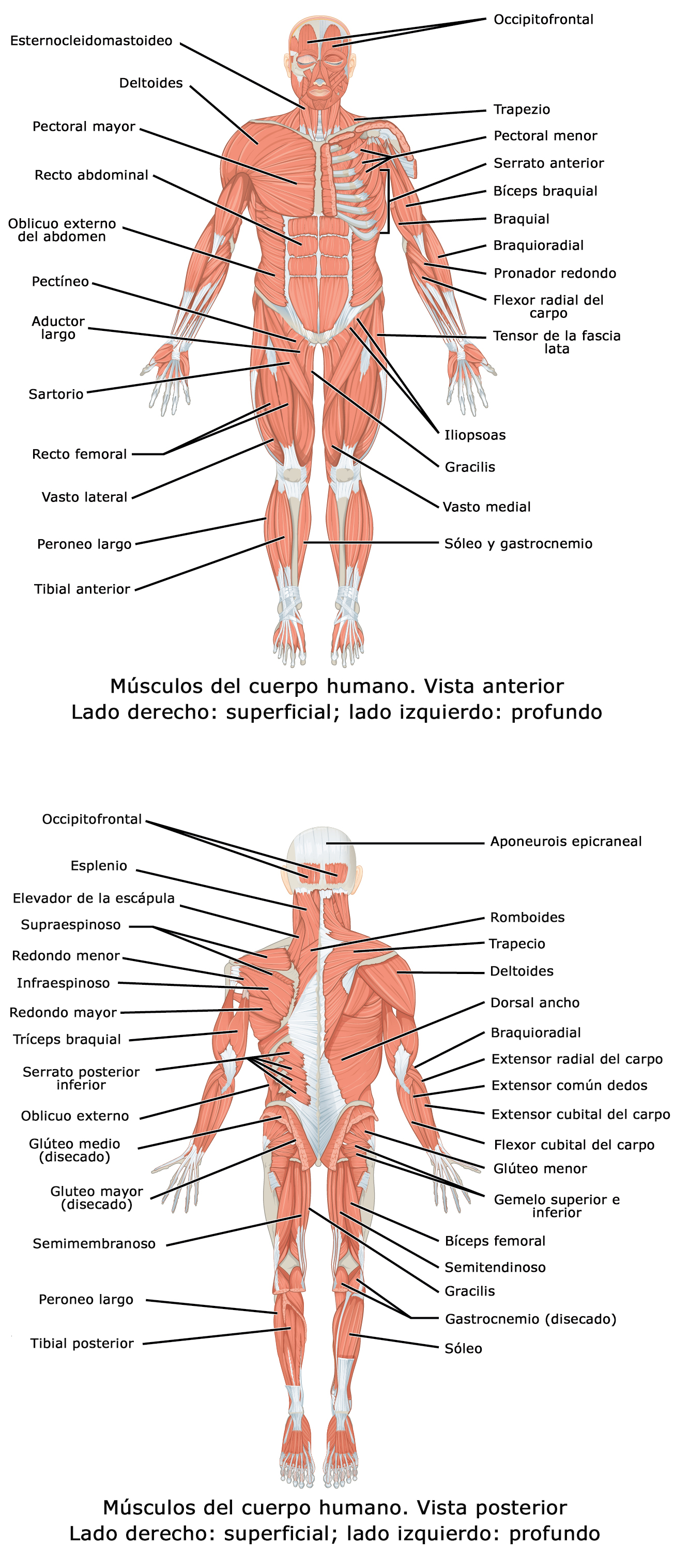
Sistema muscular

- Aparato digestivo. Es el conjunto de órganos encargado del proceso de la digestión, está formado por el esófago, estómago, intestino delgado e intestino grueso.
- Sistema nervioso. Especializado en la transmisión y procesamiento de señales nerviosas. Incluye el sistema nervioso central formado por el cerebro, cerebelo y medula espinal y el sistema nervioso periférico formado por los nervios sensitivos y motores.[6]
- Aparato respiratorio. El aparato respiratorio permite el intercambio de gases con el medio ambiente, el órgano principal que lo forma es el pulmón.[6]
- Aparato circulatorio. Está constituido por un fluido que se llama sangre, un conjunto de conductos (arterias, venas, capilares) y una bomba impulsora que es el corazón.[6]
- Sistema endocrino. Formado por el conjunto de órganos y tejidos que producen las hormonas. Las hormonas son sustancias químicas que se transportan principalmente a través de la sangre y actúan sobre otras células para regular sus funciones. La hormona tiroidea secretada por la glándula tiroides aumenta la velocidad a que se producen las reacciones químicas de la mayoría de las células del organismo humano, por lo que aumenta el ritmo de actividad corporal. Otras hormonas tienen funciones diferentes, por ejemplo la insulina producida por el páncreas controla el metabolismo de la glucosa y facilita la entrada de esta sustancia en las células.[6]

Vista frontal del esqueleto humano

- Sistema óseo. Está formado por el conjunto de huesos y cartílagos que constituyen el esqueleto humano.[6]
- Sistema muscular. Lo componen los diferentes músculos esqueléticos. La suma del sistema muscular más el sistema óseo da lugar al aparato locomotor que hace posible el movimiento.[6]
- Sistema excretor. Se encarga de la producción, almacenamiento y expulsión de la orina. Está formado por el riñón, los ureteres, la vejiga urinaria y la uretra.[6]
- Aparato reproductor. Es el conjunto de órganos relacionados con la reproducción sexual, puede distinguirse el aparato reproductor masculino y el aparato reproductor femenino.
- Sistema inmunológico. El sistema inmunológico proporciona la capacidad para que el cuerpo distinga sus propias células y tejidos de las células y sustancias externas y neutralice o destruya estas últimas mediante diferentes mecanismos, entre ellos la producción de anticuerpos.[17]
- Sistema linfático.  Es el sistema que transporta la linfa. El sistema linfático tiene algunas similitudes con el sistema circulatorio, pero el líquido que transporta es linfa y no sangre, la linfa procede del líquido extracelular.
- Sistema tegumentario. Está formado por la piel que recubre todo el organismo. En el ser humano adulto ocupa una extensión de 2 m² y pesa 4,1 kg. Tiene un espesor que oscila entre 0,5 mm en los párpados y 4 mm en el talón. De la piel dependen varias estructuras llamadas anexos cutáneos: pelos, uñas, glándulas sebáceas y sudoríparas. Tiene la función de proteger el cuerpo mediante una capa aislante que evita infecciones y ayuda a mantener estable la temperatura corporal. Además la piel sintetiza algunas sustancias muy importantes, entre ellas la vitamina D y posee corpúsculos sensitivos que detectan las sensaciones de tacto, dolor, calor y  frío.[18]

### Nivel cuerpo íntegro
La densidad media del cuerpo humano es de unos 943 kg/m³. La altura media de un adulto humano es aproximadamente de 1,7  m. (un poco menos para mujeres y un poco más para hombres). El cuerpo de un varón joven de 65 kg de peso, no obeso, está constituido aproximadamente por 11 kg de proteína, 9 kg  de grasa, 1 kg de hidratos de carbono, 4 kg de diferentes minerales, principalmente sales de calcio depositadas en los  huesos, 40 kg de agua y una pequeña cantidad de otras sustancias como vitaminas. El porcentaje de grasa corporal es aproximadamente del 20% en mujeres y del 15% en varones.

## El microbioma humano
En nuestro cuerpo habitan numerosas bacterias, la mayoría son especies benignas que cumplen una amplia variedad de funciones indispensables para nuestra salud y supervivencia. Se han realizado diferentes estimaciones del número total de bacterias que alberga un ser humano promedio de 170 cm de altura y 70 kg de peso, los cálculos más recientes consideran que la cifra total más probable es de alrededor de 38 x 1012 bacterias que representan un peso aproximado de 200 gramos, es decir el número de bacterias del cuerpo humano es aproximadamente igual al de células. La mayor parte se localizan en el intestino grueso, intestino delgado, cavidad oral y piel.

## Estudio del cuerpo humano
- La anatomía humana es la ciencia dedicada al estudio de las estructuras macroscópicas del cuerpo humano.
- La fisiología humana estudia las funciones del cuerpo humano.
- La histología estudia la estructura y características microscópicas de los tejidos .
- La citología es la rama de las ciencias biológicas que estudia las células, su estructura y funcionamiento.[21]